# Sven Skute (borgmästare)
Sven Skute, död före 1564, var en svensk borgmästare.

## Biografi
Sven Skute var 6 juli 1533 borgare i Vadstena, då han fick rättigheter av Gustav Vasa. Han blev 1541 borgmästare i Stockholm och satt i rätten 1541, 1544, 1546, 1548, 1550 och 1552. Skute avled före 1564.

### Familj
Skute var gift med Barbro. De fick tillsammans sonen Henrik Skute.